# Astrometis sertulifera
Astrometis
Genre
Espèce
Synonymes
- Asterias sertulifera Xantus, 1860[1]
- Astrometis californica (Verrill, 1914)[1]
- Marthasterias sertulifera (Xantus, 1860)[1]
- Orthasterias californica Verrill, 1914[1]
- Orthasterias dawsoni Verrill, 1914[1]
- Orthasterias gonolena Verrill, 1914[1]

Astrometis sertulifera, unique représentant du genre Astrometis, est une espèce d'étoiles de mer de la famille des Asteriidae.

## Description
Son nom commun américain (« Fragile Rainbow Star ») vient de la coloration souvent brillante de l'espèce. Les épines sur la face supérieure peuvent être violettes, orange ou bleues avec des pointes rouges, et les pieds tubulaires ont souvent plusieurs couleurs également. L'espèce atteint 8,1 cm, et on la trouve presque toujours avec cinq bras symétriques.

## Habitat et répartition
Cette espèce se retrouve sur les côtes Pacifique des États-Unis et du Mexique, en Californie, Basse-Californie et dans le Golfe du Mexique.